# André Mallabrera
 (octobre 2017).
Si vous disposez d'ouvrages ou d'articles de référence ou si vous connaissez des sites web de qualité traitant du thème abordé ici, merci de compléter l'article en donnant les références utiles à sa vérifiabilité et en les liant à la section « Notes et références ».
André Mallabrera, né le 15 juin 1934 à Oran (alors en Algérie française) et mort le 29 septembre 2017 à Marseille, est un ténor français.

## Biographie
Il est le fils du ténor José Mallabrera (1907- ?).

## Discographie
- 1960 : Si j'étais roi opéra-comique d'Adolphe Adam : rôle Zéphoris. Avec Liliane Berton (Néméa), René Bianco (Moussol), Henri Médus (Kadoor), Pierre Heral (Zizel), Bernard Alvi (Piféar) et Andrée Gabriel (Zélide). Orchestre de la Société des concerts du Conservatoire, dirigé par Richard Blareau. Universal Classics, France[4].